# 澤登拓
澤登 拓（さわのぼり たく、1969年1月9日 - ）は、日本の実業家、三療師。株式会社フレアス創業者で、同社代表取締役社長CEO。

## 人物・来歴
山梨県南巨摩郡出身。北陸大学外国語学部で中国語を学び、在学中の1991年から北京師範大学を経て、北京中医薬大学に留学し東洋医学を学ぶ。1993年に北陸大学卒業後、1999年東海医療学園専門学校卒業。あん摩マッサージ指圧師・はり師・きゅう師資格取得。同年東洋医学会館入社。
2000年ふれあい在宅マッサージ開業。2002年ふれあい在宅マッサージ（現フレアス）を設立し、代表取締役社長に就任。2013年東京医科歯科大学大学院医歯学総合研究科修士課程医歯理工保健学専攻（医療管理学コース）修了。2015年やまなし大使。
2019年には東京証券取引所マザーズへの上場を果たし、2020年からはフレアス代表取締役社長CEOとなった。2022年9月より代表取締役会長。2023年富士川町魅力発信アンバサダー。2024年フレアス代表取締役社長CEO。

## 著作

### 著書
- 『今すぐ始めたい人の在宅マッサージ入門』医道の日本社 2011年

### DVD
- 『今すぐ始めたい人の在宅マッサージ入門』医道の日本社 2012年